# Natação no Campeonato Mundial de Esportes Aquáticos de 2009 - 100 m livre feminino
A prova dos 100 metros livre feminino da natação no Campeonato Mundial de Esportes Aquáticos de 2009 ocorreu nos dias 30 e 31 de julho no Stadio del Nuoto em Roma.

## Recordes
Antes desta competição, os recordes mundiais e do campeonato nesta prova eram os seguintes:
| Tipo                  | Atleta                            | Tempo | Local     | Data                                    | Ref |
| --------------------- | --------------------------------- | ----- | --------- | --------------------------------------- | --- |
|                       | Lisbeth Trickett                  | 52,88 | Sydney    | 27 de março de 2008                     | ver |
| Recorde do campeonato | Lisbeth Trickett Natalie Coughlin | 53,40 | Melbourne | 29 de março de 2007 30 de março de 2007 | ver |

## Medalhistas
| Ouro                 | Prata              | Bronze                 |
| Britta Steffen (GER) | Fran Halsall (GBR) | Lisbeth Trickett (AUS) |

## Resultados

### Eliminatórias
Estes são os resultados das eliminatórias:
| Pos. | Atleta                         | Tempo | Bateria | Raia | Notas |
| ---- | ------------------------------ | ----- | ------- | ---- | ----- |
| 1    | USA Amanda Weir                | 53.20 | 16      | 6    |       |
| 2    | AUS Lisbeth Trickett           | 53.49 | 16      | 4    |       |
| 3    | NED Ranomi Kromowidjojo        | 53.61 | 17      | 6    |       |
| 4    | GER Britta Steffen             | 53.62 | 17      | 4    |       |
| 5    | USA Dana Vollmer               | 53.69 | 15      | 3    |       |
| 6    | DEN Jeanette Ottesen           | 53.79 | 15      | 6    |       |
| 7    | FRA Malia Metella              | 53.91 | 17      | 5    |       |
| 7    | GBR Fran Halsall               | 53.91 | 17      | 3    |       |
| 9    | FIN Hanna-Maria Seppala        | 53.94 | 15      | 5    |       |
| 9    | HUN Evelyn Verraszto           | 53.94 | 16      | 3    |       |
| 11   | GER Daniela Schreiber          | 54.08 | 16      | 7    |       |
| 12   | CHN Zhesi Li                   | 54.10 | 15      | 7    |       |
| 12   | NZL Hayley Palmer              | 54.10 | 16      | 1    |       |
| 14   | CAN Victoria Poon              | 54.27 | 15      | 1    |       |
| 15   | BLR Aleksandra Gerasimenya     | 54.52 | 17      | 7    |       |
| 16   | AUS Marieke Guehrer            | 54.60 | 16      | 2    |       |
| 17   | RUS Anastasia Aksenova         | 54.70 | 15      | 8    |       |
| 18   | SWE Josefin Lillhage           | 54.87 | 17      | 2    |       |
| 19   | VEN Arlene Semeco              | 54.92 | 14      | 1    |       |
| 19   | UKR Dar'ya Stepanyuk           | 54.92 | 16      | 9    |       |
| 21   | BAH Arianna Vanderpool-Wallace | 54.96 | 14      | 6    |       |
| 22   | BRA Tatiana Lemos              | 55.02 | 16      | 8    |       |
| 23   | CAN Heather Maclean            | 55.44 | 17      | 1    |       |
| 24   | SWE Gabriella Fagundez         | 55.45 | 17      | 8    |       |
| 24   | SRB Miroslava Najdanovski      | 55.45 | 17      | 0    |       |
| 26   | AUT Birgit Koschischek         | 55.76 | 15      | 9    |       |
| 27   | ISL R. Ragnarsdottir           | 55.78 | 14      | 7    |       |
| 28   | GBR Katherine Wyld             | 55.83 | 14      | 3    |       |
| 29   | KOR Jae Young Lee              | 55.86 | 13      | 6    |       |
| 30   | JPN Haruka Ueda                | 55.91 | 16      | 0    |       |

| Ver o restante da classificação | Ver o restante da classificação | Ver o restante da classificação | Ver o restante da classificação | Ver o restante da classificação | Ver o restante da classificação | Ver o restante da classificação |
| Pos.                            | Atleta                          | Tempo                           | Bateria                         | Raia                            | Notas                           |                                 |
| ------------------------------- | ------------------------------- | ------------------------------- | ------------------------------- | ------------------------------- | ------------------------------- | ------------------------------- |
| 31                              | SVK Katarina Filova             | 56.00                           | 13                              | 8                               |                                 |                                 |
| 32                              | PUR Vanessa Garcia Vega         | 56.01                           | 11                              | 3                               |                                 |                                 |
| 33                              | MEX Liliana Ibanez              | 56.04                           | 13                              | 7                               |                                 |                                 |
| 33                              | BLR Svetlana Khokhlova          | 56.04                           | 17                              | 9                               |                                 |                                 |
| 35                              | CUB Heysi Villareal             | 56.12                           | 10                              | 6                               |                                 |                                 |
| 35                              | BUL Nina Rangelova              | 56.12                           | 13                              | 9                               |                                 |                                 |
| 37                              | JPN Yayoi Matsumoto             | 56.20                           | 14                              | 4                               |                                 |                                 |
| 37                              | POL Katarzyna Wilk              | 56.20                           | 15                              | 0                               |                                 |                                 |
| 39                              | CYP Anna Stylianou              | 56.29                           | 13                              | 1                               |                                 |                                 |
| 39                              | SIN Ting Wen Quah               | 56.29                           | 14                              | 2                               |                                 |                                 |
| 41                              | IRL Clare Dawson                | 56.32                           | 12                              | 6                               |                                 |                                 |
| 42                              | BEL Jolien Sysmans              | 56.33                           | 14                              | 8                               |                                 |                                 |
| 43                              | CZE Petra Klosova               | 56.34                           | 13                              | 3                               |                                 |                                 |
| 44                              | THA Natthanan Junkrajang        | 56.42                           | 13                              | 2                               |                                 |                                 |
| 45                              | NOR Henriette Brekke            | 56.47                           | 12                              | 4                               |                                 |                                 |
| 46                              | NOR Cecilie Johannessen         | 56.50                           | 11                              | 5                               |                                 |                                 |
| 47                              | SVK Katarina Listopadova        | 56.54                           | 12                              | 2                               |                                 |                                 |
| 48                              | ZIM Nicole Horn                 | 56.57                           | 12                              | 9                               |                                 |                                 |
| 49                              | HUN Eszter Dara                 | 56.65                           | 14                              | 0                               |                                 |                                 |
| 50                              | ARG Nadia Colovini              | 56.66                           | 14                              | 5                               |                                 |                                 |
| 51                              | BEL Nina Van Koeckhoven         | 56.69                           | 13                              | 4                               |                                 |                                 |
| 51                              | SLO Nina Sovinek                | 56.69                           | 14                              | 9                               |                                 |                                 |
| 53                              | ECU Loren Yamile Bahamonde      | 56.73                           | 12                              | 8                               |                                 |                                 |
| 54                              | COL Juanita Barreto Barreto     | 56.75                           | 10                              | 3                               |                                 |                                 |
| 55                              | SLO Nina Drolc                  | 56.76                           | 11                              | 4                               |                                 |                                 |
| 56                              | EST Elina Partoka               | 56.77                           | 9                               | 8                               |                                 |                                 |
| 57                              | AUT Verena Klocker              | 56.79                           | 12                              | 5                               |                                 |                                 |
| 58                              | FIN Emilia Pikkarainen          | 56.94                           | 13                              | 0                               |                                 |                                 |
| 59                              | SIN Xiang Qi Amanda Lim         | 56.95                           | 13                              | 5                               |                                 |                                 |
| 60                              | IRL Fiona Doyle                 | 56.96                           | 12                              | 3                               |                                 |                                 |
| 61                              | BER Kiera Aitken                | 56.99                           | 10                              | 5                               |                                 |                                 |
| 62                              | LTU Rugile Mileisyte            | 57.30                           | 11                              | 1                               |                                 |                                 |
| 63                              | LUX Christine Mailliet          | 57.35                           | 11                              | 2                               |                                 |                                 |
| 64                              | HKG Hiu Wai Sherry Tsai         | 57.53                           | 12                              | 0                               |                                 |                                 |
| 65                              | ESA Pamela Benitez              | 57.54                           | 11                              | 9                               |                                 |                                 |
| 66                              | EST Annika Saarnak              | 57.58                           | 11                              | 8                               |                                 |                                 |
| 67                              | HKG Hang Yu Sze                 | 57.61                           | 10                              | 0                               |                                 |                                 |
| 68                              | VEN Ximena Vilar                | 57.66                           | 10                              | 9                               |                                 |                                 |
| 69                              | JAM Natasha Moodie              | 57.71                           | 11                              | 7                               |                                 |                                 |
| 70                              | ECU Nicole Marmol               | 57.93                           | 11                              | 6                               |                                 |                                 |
| 71                              | PNG Anna-Liza Mopio-Jane        | 57.97                           | 9                               | 6                               |                                 |                                 |
| 72                              | PUR Coral Del M. Lopez Rosario  | 57.98                           | 9                               | 4                               |                                 |                                 |
| 73                              | ZIM Kimberley Eeson             | 58.06                           | 8                               | 5                               |                                 |                                 |
| 74                              | TRI Sharntelle Mc Lean          | 58.31                           | 10                              | 1                               |                                 |                                 |
| 75                              | BAH Teisha Lightbourne          | 58.47                           | 8                               | 2                               |                                 |                                 |
| 76                              | COL Erika Layne Stewardt        | 58.48                           | 10                              | 7                               |                                 |                                 |
| 77                              | ALG Fella Bennaceur             | 58.49                           | 11                              | 0                               |                                 |                                 |
| 78                              | ISR Kristina Tchernychev        | 58.53                           | 1                               | 1                               |                                 |                                 |
| 79                              | SUR Chinyere Pigot              | 58.57                           | 9                               | 7                               |                                 |                                 |
| 80                              | MAS Chii Lin Leung              | 58.64                           | 10                              | 8                               |                                 |                                 |
| 81                              | LTU Grite Apanaviciute          | 58.70                           | 12                              | 1                               |                                 |                                 |
| 82                              | CRC Marie Laura Meza            | 58.88                           | 8                               | 4                               |                                 |                                 |
| 83                              | BIH Maida Turnadzic             | 58.91                           | 12                              | 7                               |                                 |                                 |
| 84                              | CRC Marianela Quesada           | 59.25                           | 7                               | 4                               |                                 |                                 |
| 85                              | ARU Ashley Bransford            | 59.27                           | 9                               | 1                               |                                 |                                 |
| 86                              | BOL Karen M. Torrez Guzman      | 59.42                           | 8                               | 3                               |                                 |                                 |
| 87                              | EGY Farida Osman                | 59.45                           | 10                              | 2                               |                                 |                                 |
| 88                              | LIB Amina Meho                  | 59.60                           | 9                               | 3                               |                                 |                                 |
| 89                              | SMR Clelia Tini                 | 59.62                           | 8                               | 1                               |                                 |                                 |
| 90                              | FRO Shaila Millum Gardarnar     | 59.63                           | 8                               | 8                               |                                 |                                 |
| 91                              | JOR Miriam Hatamleh             | 59.84                           | 7                               | 6                               |                                 |                                 |
| 92                              | SUR Nishani Cicilson            | 59.94                           | 6                               | 8                               |                                 |                                 |
| 93                              | ALB Sara Abdullahu              | 1:00.14                         | 7                               | 1                               |                                 |                                 |
| 94                              | CHI Raffaella Rodoni Palma      | 1:00.31                         | 9                               | 0                               |                                 |                                 |
| 95                              | SYR Baean Jouma                 | 1:00.47                         | 7                               | 5                               |                                 |                                 |
| 95                              | IND Chittaranjan Shubha         | 1:00.47                         | 7                               | 7                               |                                 |                                 |
| 97                              | PER Daniela Miyahara Coello     | 1:00.63                         | 7                               | 3                               |                                 |                                 |
| 97                              | HON Sharon P. Fajardo Sierra    | 1:00.63                         | 8                               | 6                               |                                 |                                 |
| 99                              | PYF Noelyn Faussane             | 1:00.70                         | 6                               | 4                               |                                 |                                 |
| 100                             | IND Talasha Prabhu              | 1:00.73                         | 7                               | 9                               |                                 |                                 |
| 101                             | NAM Jonay Briedenhann           | 1:00.75                         | 6                               | 2                               |                                 |                                 |
| 102                             | NAM Christine Briedenhann       | 1:00.78                         | 6                               | 3                               |                                 |                                 |
| 103                             | AZE Natalya Filina              | 1:00.84                         | 7                               | 8                               |                                 |                                 |
| 104                             | MLT Melinda Sue Micallef        | 1:00.99                         | 7                               | 2                               |                                 |                                 |
| 104                             | JOR Razan Taha                  | 1:00.99                         | 8                               | 9                               |                                 |                                 |
| 106                             | MLT Talisa Pace                 | 1:01.01                         | 8                               | 0                               |                                 |                                 |
| 107                             | AHO Nilshaira Isenia            | 1:01.12                         | 7                               | 0                               |                                 |                                 |
| 108                             | TPE ShengYo Ting                | 1:01.29                         | 9                               | 2                               |                                 |                                 |
| 109                             | SEY Shannon Austin              | 1:01.38                         | 5                               | 9                               |                                 |                                 |
| 110                             | AHO Silvie Ketelaars            | 1:01.47                         | 8                               | 7                               |                                 |                                 |
| 111                             | PER Andrea Cedron               | 1:01.49                         | 6                               | 6                               |                                 |                                 |
| 112                             | KEN Sylvia Brunlehner           | 1:01.56                         | 4                               | 5                               |                                 |                                 |
| 113                             | NCA Dalia Torrez                | 1:01.68                         | 6                               | 7                               |                                 |                                 |
| 114                             | MOZ Monica Bernardo             | 1:01.71                         | 5                               | 0                               |                                 |                                 |
| 115                             | MAR Ramond Sherazad             | 1:02.02                         | 9                               | 9                               |                                 |                                 |
| 116                             | MAC Chi Yan Tan                 | 1:02.09                         | 6                               | 5                               |                                 |                                 |
| 117                             | PNG Judith Ilan Meauri          | 1:02.34                         | 5                               | 7                               |                                 |                                 |
| 118                             | GRN Sophia Noel                 | 1:02.41                         | 4                               | 2                               |                                 |                                 |
| 119                             | GUA Karla Toscano               | 1:02.68                         | 5                               | 6                               |                                 |                                 |
| 120                             | ARM Anahit Barseghyan           | 1:02.69                         | 4                               | 6                               |                                 |                                 |
| 121                             | MAC Chi Wun Long                | 1:02.76                         | 6                               | 9                               |                                 |                                 |
| 122                             | SWZ Kathryn Millin              | 1:02.78                         | 4                               | 7                               |                                 |                                 |
| 123                             | BRU Amanda Jia Xin Liew         | 1:03.00                         | 5                               | 1                               |                                 |                                 |
| 124                             | FRO Birita Debes                | 1:03.10                         | 3                               | 7                               |                                 |                                 |
| 125                             | KEN Pina Ercolano               | 1:03.26                         | 5                               | 8                               |                                 |                                 |
| 126                             | MON Angelique Trinquier         | 1:03.32                         | 5                               | 3                               |                                 |                                 |
| 127                             | MRI Estelle Li Chuen Cheong     | 1:03.45                         | 3                               | 4                               |                                 |                                 |
| 128                             | NGR Ifiezibe Gagbe              | 1:03.48                         | 3                               | 6                               |                                 |                                 |
| 129                             | ALB Rovena Marku                | 1:03.87                         | 5                               | 5                               |                                 |                                 |
| 130                             | MRI Adeline Mei-Li Tin Hon Ko   | 1:03.91                         | 6                               | 1                               |                                 |                                 |
| 131                             | GRN Ayesha Noel                 | 1:03.96                         | 5                               | 2                               |                                 |                                 |
| 132                             | MAD Estellah Fils Rabetsara     | 1:04.06                         | 5                               | 4                               |                                 |                                 |
| 133                             | SEN Ouleye Diallo               | 1:04.07                         | 6                               | 0                               |                                 |                                 |
| 134                             | BOL Mariana Zaballa             | 1:04.37                         | 4                               | 8                               |                                 |                                 |
| 135                             | FIJ Cheyenne Rova               | 1:04.67                         | 4                               | 1                               |                                 |                                 |
| 136                             | MON Amelie Trinquier            | 1:04.87                         | 3                               | 3                               |                                 |                                 |
| 137                             | MOZ Gessica Stagno              | 1:04.94                         | 4                               | 9                               |                                 |                                 |
| 138                             | BRN Sameera Albitar             | 1:05.05                         | 2                               | 4                               |                                 |                                 |
| 139                             | SEN Mareme Faye                 | 1:05.06                         | 4                               | 3                               |                                 |                                 |
| 140                             | FIJ Tieri Erasito               | 1:05.26                         | 3                               | 2                               |                                 |                                 |
| 141                             | PLE Yara Dowani                 | 1:06.02                         | 3                               | 1                               |                                 |                                 |
| 142                             | MHL Julia Alves                 | 1:06.13                         | 2                               | 6                               |                                 |                                 |
| 143                             | LIB Mirella Alam                | 1:06.53                         | 4                               | 0                               |                                 |                                 |
| 144                             | BRU Maria Grace Koh             | 1:06.93                         | 4                               | 4                               |                                 |                                 |
| 145                             | ASA Rachael C. Glenister        | 1:07.00                         | 3                               | 5                               |                                 |                                 |
| 146                             | MGL Enkhjargal Khulan           | 1:07.07                         | 3                               | 8                               |                                 |                                 |
| 147                             | GUY Noelle Anyika Smith         | 1:07.11                         | 3                               | 9                               |                                 |                                 |
| 148                             | MHL Julianne Kirchner           | 1:07.84                         | 2                               | 2                               |                                 |                                 |
| 149                             | PLW Maria Gibbons               | 1:08.21                         | 2                               | 5                               |                                 |                                 |
| 150                             | UGA Olivia Infield              | 1:08.31                         | 1                               | 5                               |                                 |                                 |
| 151                             | PLE Sabine Hazboun              | 1:08.57                         | 3                               | 0                               |                                 |                                 |
| 152                             | PAK Mahnoor Maqsood             | 1:08.92                         | 2                               | 3                               |                                 |                                 |
| 153                             | TJK Katerina Izmaylova          | 1:09.80                         | 2                               | 9                               |                                 |                                 |
| 154                             | PLW Osisang Chilton             | 1:10.45                         | 2                               | 7                               |                                 |                                 |
| 155                             | PAK Rida Mitha                  | 1:12.62                         | 2                               | 1                               |                                 |                                 |
| 156                             | TAN Gouri Kotecha               | 1:13.14                         | 1                               | 7                               |                                 |                                 |
| 157                             | NEP Shreya Dhital               | 1:15.58                         | 1                               | 4                               |                                 |                                 |
| 158                             | NEP Shaila Rana                 | 1:15.84                         | 2                               | 0                               |                                 |                                 |
| 159                             | MDV Ismail Aminath Inas         | 1:18.25                         | 1                               | 2                               |                                 |                                 |
| 160                             | TKM Jennet Saryyeva             | 1:18.63                         | 1                               | 6                               |                                 |                                 |
| 161                             | BDI I. Lena Courageuse          | 1:18.73                         | 1                               | 3                               |                                 |                                 |
|                                 | TUN Maroua Mathlouthi           | DNS                             | 9                               | 5                               |                                 |                                 |
|                                 | EGY Dina Hegazy                 | DNS                             | 10                              | 4                               |                                 |                                 |
|                                 | CHN Jiaying Pan                 | DNS                             | 15                              | 2                               |                                 |                                 |
|                                 | NED Magdalena Veldhuis          | DNS                             | 15                              | 4                               |                                 |                                 |
|                                 | ITA Federica Pellegrini         | DNS                             | 16                              | 5                               |                                 |                                 |

### Semifinal
Estes são os resultados das semifinais:
| Pos. | Atleta                     | Bateria | Raia | Tempo | Notas |
| ---- | -------------------------- | ------- | ---- | ----- | ----- |
| 1    | AUS Lisbeth Trickett       | 1       | 4    | 52.84 |       |
| 2    | GER Britta Steffen         | 1       | 5    | 52.87 |       |
| 3    | USA Amanda Weir            | 2       | 4    | 53.02 |       |
| 4    | GBR Fran Halsall           | 1       | 6    | 53.05 |       |
| 5    | NED Ranomi Kromowidjojo    | 2       | 5    | 53.31 |       |
| 6    | DEN Jeanette Ottesen       | 1       | 3    | 53.41 |       |
| 7    | USA Dana Vollmer           | 2       | 3    | 53.55 |       |
| 8    | HUN Evelyn Verraszto       | 1       | 2    | 53.74 |       |
| 9    | GER Daniela Schreiber      | 2       | 7    | 53.76 |       |
| 10   | FIN Hanna-Maria Seppala    | 2       | 2    | 53.82 |       |
| 11   | NZL Hayley Palmer          | 2       | 1    | 53.91 |       |
| 12   | FRA Malia Metella          | 2       | 6    | 53.95 |       |
| 13   | CHN Zhesi Li               | 1       | 7    | 53.97 |       |
| 14   | AUS Marieke Guehrer        | 1       | 8    | 54.21 |       |
| 15   | CAN Victoria Poon          | 1       | 1    | 54.29 |       |
| 16   | BLR Aleksandra Gerasimenya | 2       | 8    | 54.51 |       |

### Final
Estes são os resultados da final:
| Pos.              | Atleta                  | Raia | Tempo | Notas           |
| ----------------- | ----------------------- | ---- | ----- | --------------- |
| Medalha de ouro   | GER Britta Steffen      | 5    | 52.07 | Recorde mundial |
| Medalha de prata  | GBR Fran Halsall        | 6    | 52.87 |                 |
| Medalha de bronze | AUS Lisbeth Trickett    | 4    | 52.93 |                 |
| 4                 | USA Amanda Weir         | 3    | 53.12 |                 |
| 5                 | USA Dana Vollmer        | 1    | 53.30 |                 |
| 6                 | NED Ranomi Kromowidjojo | 2    | 53.37 |                 |
| 7                 | DEN Jeanette Ottesen    | 7    | 53.70 |                 |
| 8                 | HUN Evelyn Verraszto    | 8    | 53.92 |                 |

## Novos recordes
| Tipo                  | Atleta         | Tempo | Local | Data                | Ref |
| --------------------- | -------------- | ----- | ----- | ------------------- | --- |
|                       | Britta Steffen | 52.07 | Roma  | 31 de julho de 2009 | ver |
| Recorde do campeonato | Britta Steffen | 52.07 | Roma  | 31 de julho de 2009 | ver |

Legenda
| Recorde mundial       | Recorde mundial (World record)               |                       | Recorde africano                      | Recorde africano (African) |                                           | Q | Classificado por posição (Qualified) |
| Recorde do campeonato | Recorde do campeonato (Championship record)  | Recorde da América    | Recorde da América (Americas)         | q                          | Classificado por melhor tempo (Qualified) |   |                                      |
| Melhor marca do ano   | Melhor marca do ano (World leading)          | Recorde asiático      | Recorde asiático (Asian)              | DNS                        | Não largou (Did not start)                |   |                                      |
| Recorde nacional      | Recorde nacional (National record)           | Recorde europeu       | Recorde europeu (European)            | DNF                        | Não terminou (Did not finish)             |   |                                      |
| Recorde pessoal       | Recorde pessoal do atleta (Personal best)    | Recorde da Oceania    | Recorde da Oceania (Oceania)          | DSQ / DQ                   | Desclassificado (Disqualified)            |   |                                      |
| Recorde da temporada  | Recorde da temporada do atleta (Season best) | Recorde sul-americano | Recorde sul-americano (South America) | NM                         | Sem marca (No mark)                       |   |                                      |